# Temperino

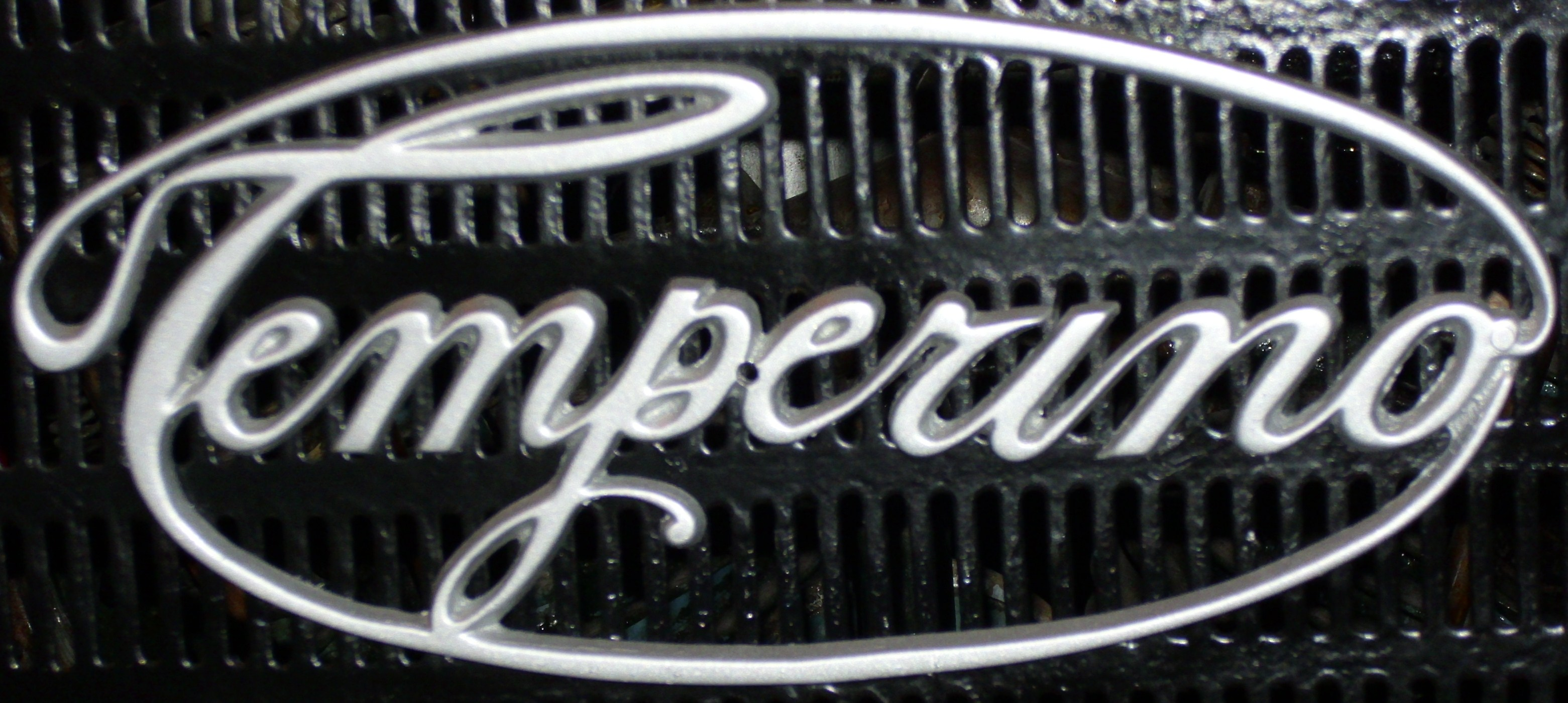
Emblem

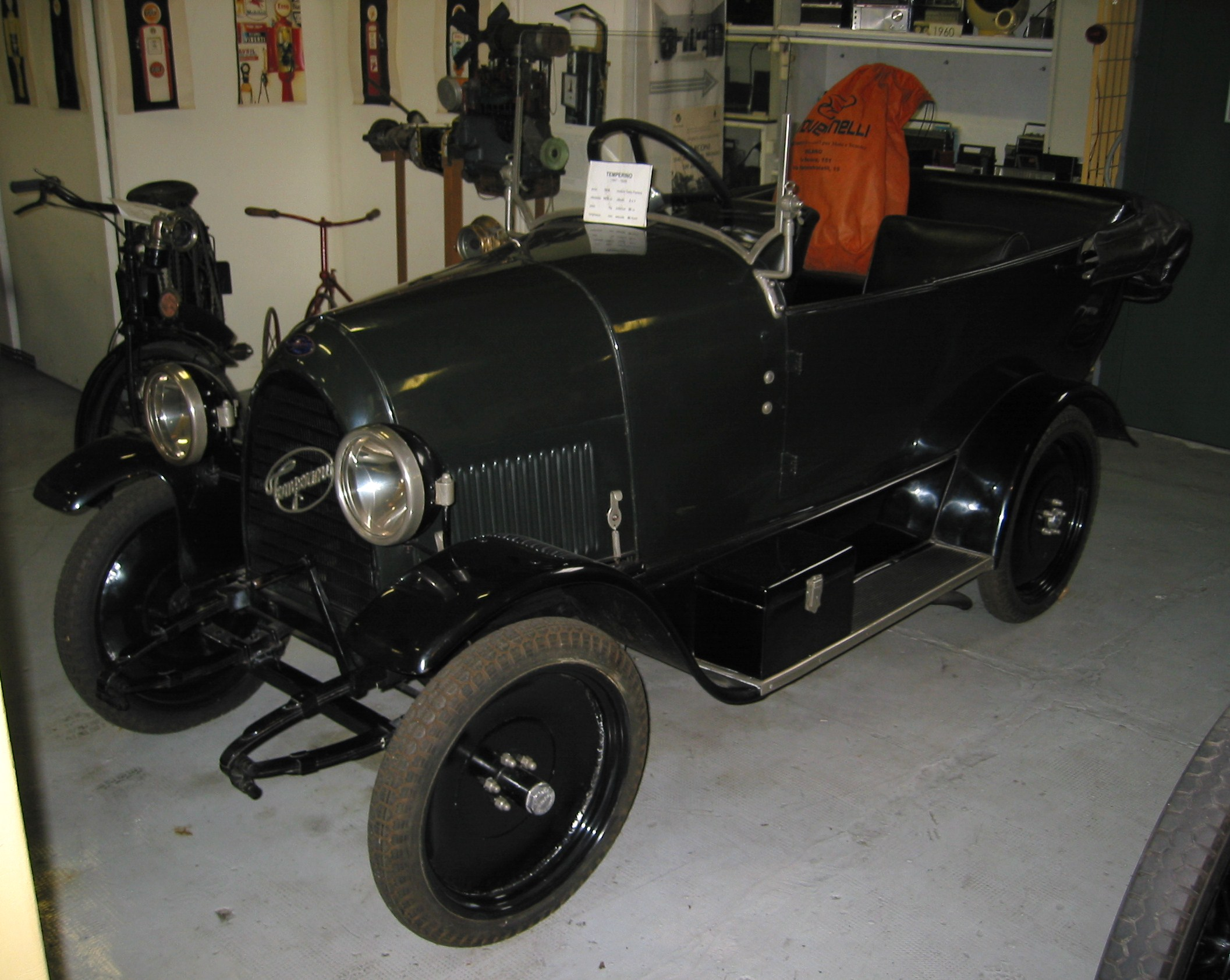
Temperino von 1918

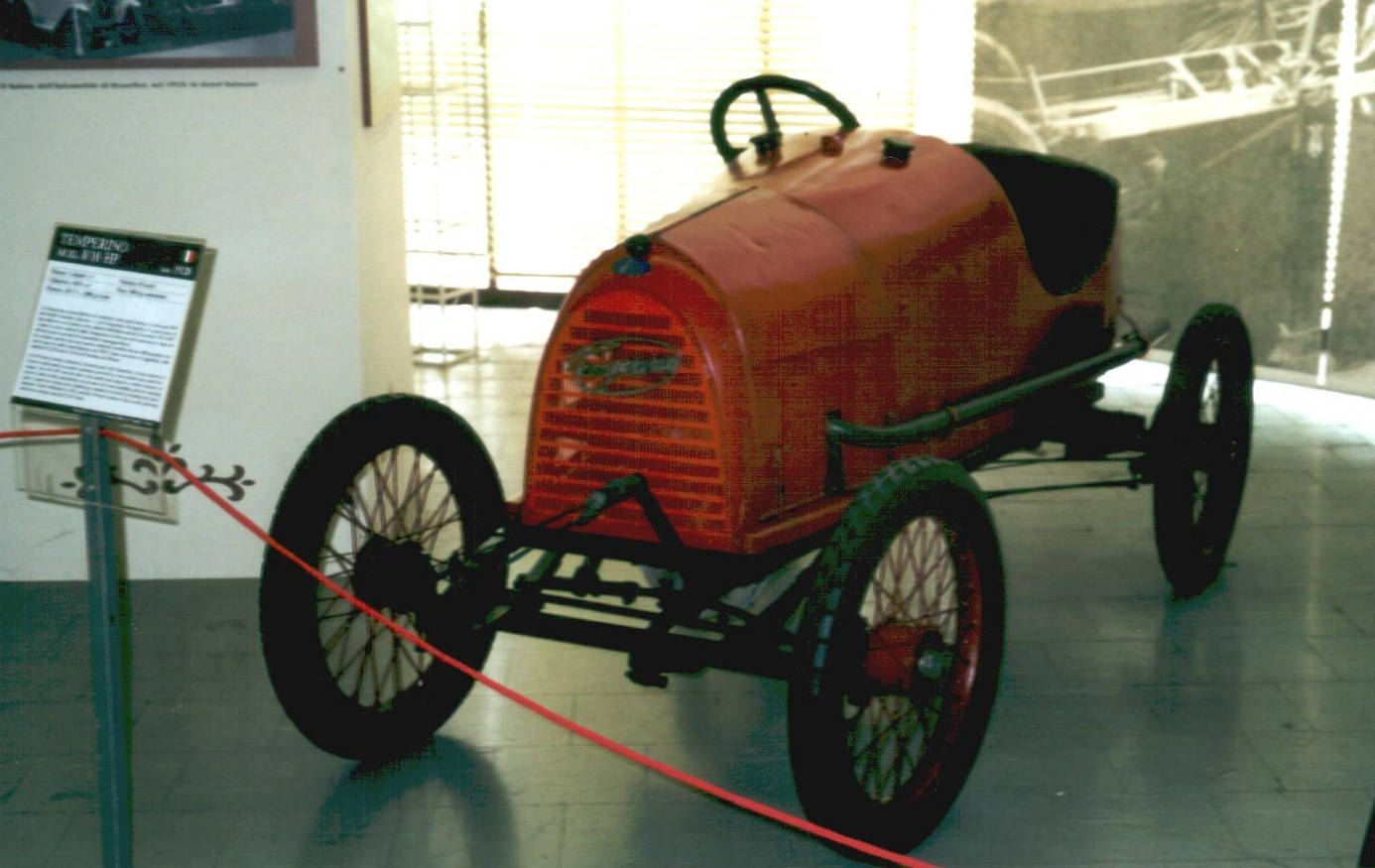
Temperino von 1920

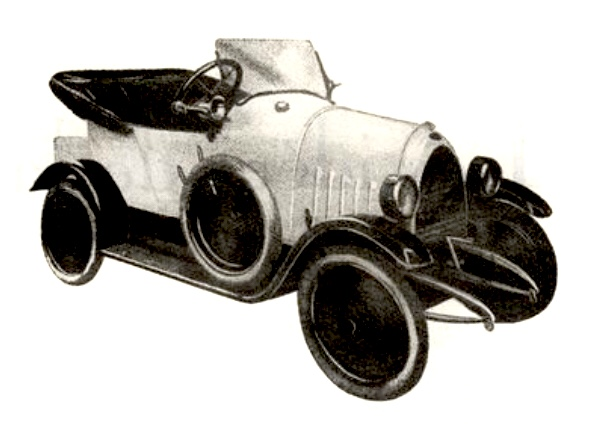
Temperino um 1920

Temperino war ein italienischer Hersteller von Automobilen.

## Unternehmensgeschichte
Das Unternehmen S. A. Temperino aus Turin wurde 1906 gegründet. 1908 begann die Produktion von Motorrädern und Automobilen. 1919 erfolgte eine Umbenennung in Società Anonima Vetturette Temperino. 1925 endete die Produktion.

## Fahrzeuge
Anfangs wurde ein kleiner Zweisitzer mit einem Zweizylindermotor mit 350 cm³ Hubraum hergestellt. Später wurde daraus das Modell 8/10 HP mit einem luftgekühlten V2-Motor mit 800 cm³ Hubraum, von dem bis 1924 1500 Exemplaren produziert wurden. 1919 erschien ein zusätzliches Modell, das in der Basisversion mit einem V2-Motor mit 1010 cm³ Hubraum und 20 PS sowie in der Sportversion mit einem Zweizylindermotor mit 1021 cm³ Hubraum und 25 PS ausgestattet war. 1922 kam das letzte Modell GSM 7-14 HP auf den Markt.
Ein Fahrzeug dieser Marke ist im Museo dell'Automobile Carlo Biscaretti di Ruffia in Turin zu besichtigen.